# Президентские выборы в Эквадоре (1888)
Президентские выборы в Эквадоре проходили с 5 по 8 марта 1888 года. В результате победу одержал Антонио Флорес Хихон от Эквадорской прогрессивной партии, получивший 96,5 % голосов.

## Предвыборная обстановка
Выборы были назначены президентом Хосе Пласидо Кааманьо для избрания своего преемника в соответствии с Конституцией 1884 года.
В начале 1888 года Антонио Флорес Хихон узнал, что президент Кааманьо выдвинул свою кандидатуру на пост президента республики на период 1888—1892 годов в качестве проправительственного кандидата. Флорес не проявил никакого желания выдвигать свою кандидатуру, так как он был на службе в качестве полномочного министра Эквадора во Франции, но это было навязано Кааманьо для продолжения своего политического проекта. Флорес Хихон поначалу решил отказаться от своей кандидатуры. Фердинанд де Лессепс и другие французские деятели предложили ему помощь и он согласился.
Кандидатами на этих выборах были Антонио Флорес Хихон от правящей Консервативной партии и либералы Элой Альфаро и Хуан Монтальво, к которым присоединились ещё 59 кандидатов.

## Результаты
Антонио Флорес Хихон победил, получив 29 555 голосов, за ним следовали Альфаро с 777 голосами, Монтальво — с 56, Мануэль Анхель Ларреа — с 50. Педро Игнасио Лисарзабуру получил 34 голоса, Франсиско Салазар — 7, Камило Понсе Ортис — 6, за прочих кандидатов было подано 136 голосов.
Антонио Флорес Хихон вступил в должность конституционного президента республики 17 августа 1888 года.
Антонио Флорес Хихон, несмотря на то, что его дважды поддерживала Консервативная партия (впервые в 1875 году) в конечном итоге отошёл от консервативной идеологии и в том же 1888 году стал организатором и основателем новой партии, названной Прогрессивной партией Эквадора с идеологией католических либералов.
| Кандидат                                  | Голоса | %    |
| ----------------------------------------- | ------ | ---- |
| Антонио Флорес Хихон                      | 29 555 | 96,5 |
| Элой Альфаро                              | 777    | 2,5  |
| Хуан Монтальво                            | 56     | 0,2  |
| Мануэль Ангел Ларреа Доносо де ла Каррера | 50     | 0,2  |
| Педро Игнасио Лисарсабуру                 | 34     | 0,1  |
| Франсиско Хавье Саласар Арболеда          | 7      | 0,02 |
| Камило Понсе Ортис                        | 6      | 0,02 |
| Прочие                                    | 136    | 0,4  |
| Источник: Tribunal Supremo Electoral      |        |      |